# Václav Dobruský
Václav Dobruský (bułg. Вацлав Добруски; ur. 11 sierpnia 1858 w mieście Heřmanův Městec, zm. 26 grudnia 1916 w Pradze) – czeski archeolog; docent epigrafiki i numizmatyki antycznej.
W 1892 r. został pierwszym dyrektorem Narodowego Muzeum Archeologicznego w Sofii.
Specjalizował się w epigrafice oraz numizmatyce greckiej i rzymskiej. W swojej działalności zajmował się m.in. rozwojem bułgarskiego mennictwa.
Jest uważany za jednego z założycieli archeologii na gruncie bułgarskim.